# Інці
Інці (рос. Инцы) — присілок в Мезенському районі Архангельської області Російської Федерації.
Населення становить 6 осіб. Органом місцевого самоврядування до 2021 року Ручйовське муніципальне утворення.

## Історія
Від 1937 року належить до Архангельської області.
Від 2004 року належить до муніципального утворення Ручйовське муніципальне утворення.

## Населення
| 2002 | 2010 | 2012 |
| ---- | ---- | ---- |
| 9    | ↘1   | ↗6   |